# Atalaya papuana
Atalaya papuana är en kinesträdsväxtart som först beskrevs av Ludwig Radlkofer, och fick sitt nu gällande namn av Leenh.. Atalaya papuana ingår i släktet Atalaya och familjen kinesträdsväxter. Inga underarter finns listade i Catalogue of Life.